# Steven Lee Smith
Steven Lee Smith (* 30. prosince 1958 Phoenix, Arizona, USA) je americký kosmonaut. Ve vesmíru byl čtyřikrát.

## Život

### Studium a zaměstnání
Absolvoval střední školu Leland High School v městě San José (1977) a pak pokračoval ve studiu na Stanfordově univerzitě. Dostudoval v roce 1987. Už v průběhu studií získal zaměstnání u společnosti IBM v San Jose. V roce 1989 byl zaměstnán u NASA v Houstonu. V letech 1992 až 1993 zde prodělal výcvik a od roku 1993 byl zařazen do oddílu kosmonautů. Oženil se a má přezdívku Steve.

### Lety do vesmíru
Na oběžnou dráhu se v raketoplánech dostal čtyřikrát ve funkci letového specialisty a strávil ve vesmíru 40 dní, 0 hodin a 16 minut. Absolvoval také sedm výstupů do volného vesmíru (EVA) v úhrnné délce 49 hodin a 48 minut. Byl 316 člověkem ve vesmíru.
- STS-68 Endeavour – (30. září 1994 – 11. říjen 1994)
- STS-82 Discovery (11. února 1997 – 21. února 1997)
- STS-103 Discovery (20. prosinec 1999 – 28. prosinec 1999)
- STS-110 Atlantis (8. dubna 2002 – 19. dubna 2002)